# Gunnar Heidar Thorvaldsson
Gunnar Heidar Thorvaldsson (Gunnar Heiðar Þorvaldsson, em islandês) (Vestmannaeyjar, 1 de abril de 1982) é um futebolista islandês que atua como atacante.

## Artilharias
Halmstads BK
- Campeonato Sueco de Futebol: 2005.